# Archäologisches Museum Apiranthos
Das Archäologische Museum Apiranthos (griechisch Αρχαιολογικό Μουσείο Απειράνθου Archeologikó Mousío Apiránthou) auch Museum Michalis Bardanis (Μουσείο Μιχάλη Μπαρδάνη Mousío Micháli Bardáni) in Apiranthos auf der Kykladeninsel Naxos ist nach dem Mathematiker und Hobbyarchäologen Michalis Bardanis benannt, der sich mit der Sammlung von Artefakten aus der Umgebung seines Heimatortes gegen den in den 1960er Jahren verbreiteten gesetzeswidrigen Antikenhandel wandte.

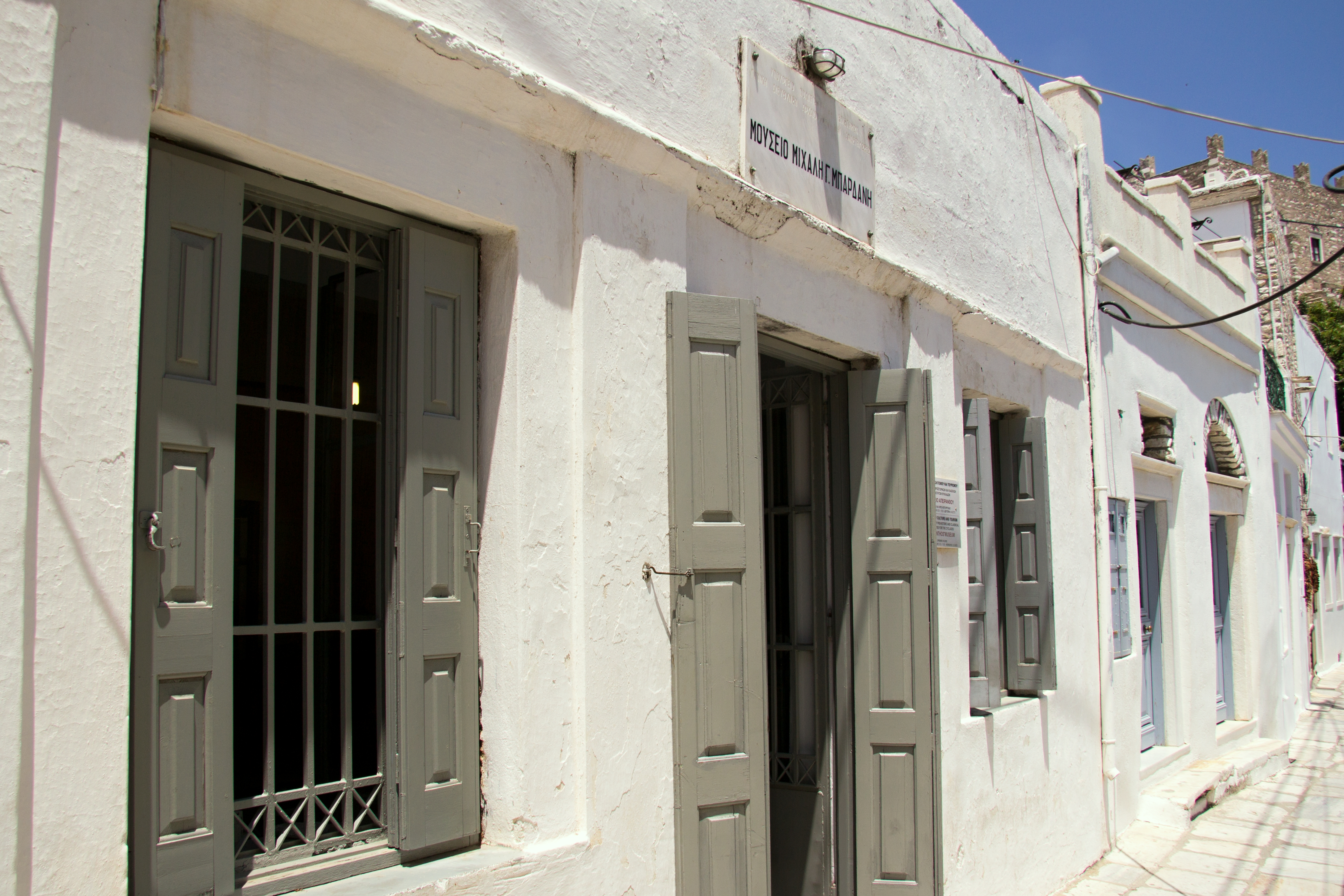
Museumsgebäude

Das Museum ist im Erdgeschoss eines 1960 errichteten Gebäudes im Dorfzentrum von Apiranthos untergebracht. Die Sammlungsstücke stammen aus der Umgebung des Dorfes, dem Osten der Insel und einiger Nachbarinseln. Gezeigt werden überwiegend Funde der Kykladenkultur wie Marmor- und Tongefäße, Fragmente von Kykladenidolen, sowie Obsidianklingen und Bronzedolche.
Bedeutendste Ausstellungsstücke sind zehn Steinplatten aus Marmor von Korfi t’ Aroniou mit eingepickten figürlichen Darstellungen sowie weitere Petroglyphen mit geometrischen Mustern von der Nachbarinsel Iraklia und eines von bisher vier bekannten Metallgefäßen der Kykladenkultur. Das Silberkännchen ist ein seltenes Prestigeobjekt, das vermutlich nicht auf den Kykladen gefertigt wurde und auf Handelskontakte nach außerhalb schließen lässt.